# Livilla complexa
Livilla complexa är en insektsart som beskrevs av Percy 2002. Livilla complexa ingår i släktet Livilla och familjen rundbladloppor. Inga underarter finns listade i Catalogue of Life.